# Teodor Marszałek
Teodor Marszałek (ur. 1 lipca 1937 w Kaszewach-Kolonii, zm. 10 września 2005) – oficer Marynarki Wojennej okresu PRL i III RP, komandor, dowódca liniowy i starszy oficer sztabowy, szef Zarządu Szkolenia Morskiego.

## Życiorys
Teodor Marszałek pochodził z chłopskiej rodziny mającej niewielkie gospodarstwo rolne w okolicach Kutna. W wieku 13 lat stracił ojca. Wstąpił do Korpusu Kadetów, gdzie ukończył naukę na poziomie szkoły średniej i w 1956 roku rozpoczął studia w Wyższej Szkole Marynarki Wojennej. 4 października 1960 roku uzyskał promocję do stopnia podporucznika marynarki. Służył na trałowcach „Żbik”, „Rosomak” i „Krogulec”, w latach 1967–1969, w stopniu kapitana marynarki, będąc dowódcą tego ostatniego.
W latach 1969–1971 odbył studia podyplomowe II stopnia, po których został przeniesiony na stanowisko szefa sztabu 12 dywizjonu trałowców 8 Flotylli Obrony Wybrzeża. Awansowany do stopnia komandora podporucznika, został w 1974 roku oddelegowany do Zarządu II Sztabu Generalnego w Warszawie. W 1979 roku powrócił jako starszy oficer (później starszy specjalista) do sztabu floty. W 1983 roku otrzymał awans do stopnia komandora, zaś w 1987 został szefem Zarządu Szkolenia Morskiego. Na tym stanowisku pozostał do przejścia w stan spoczynku 31 sierpnia 1996 roku. Był odznaczony między innymi Krzyżem Kawalerskim Orderu Odrodzenia Polski. Zmarł w 2005 roku i został pochowany na cmentarzu Witomińskim (kwatera 52-8-91).

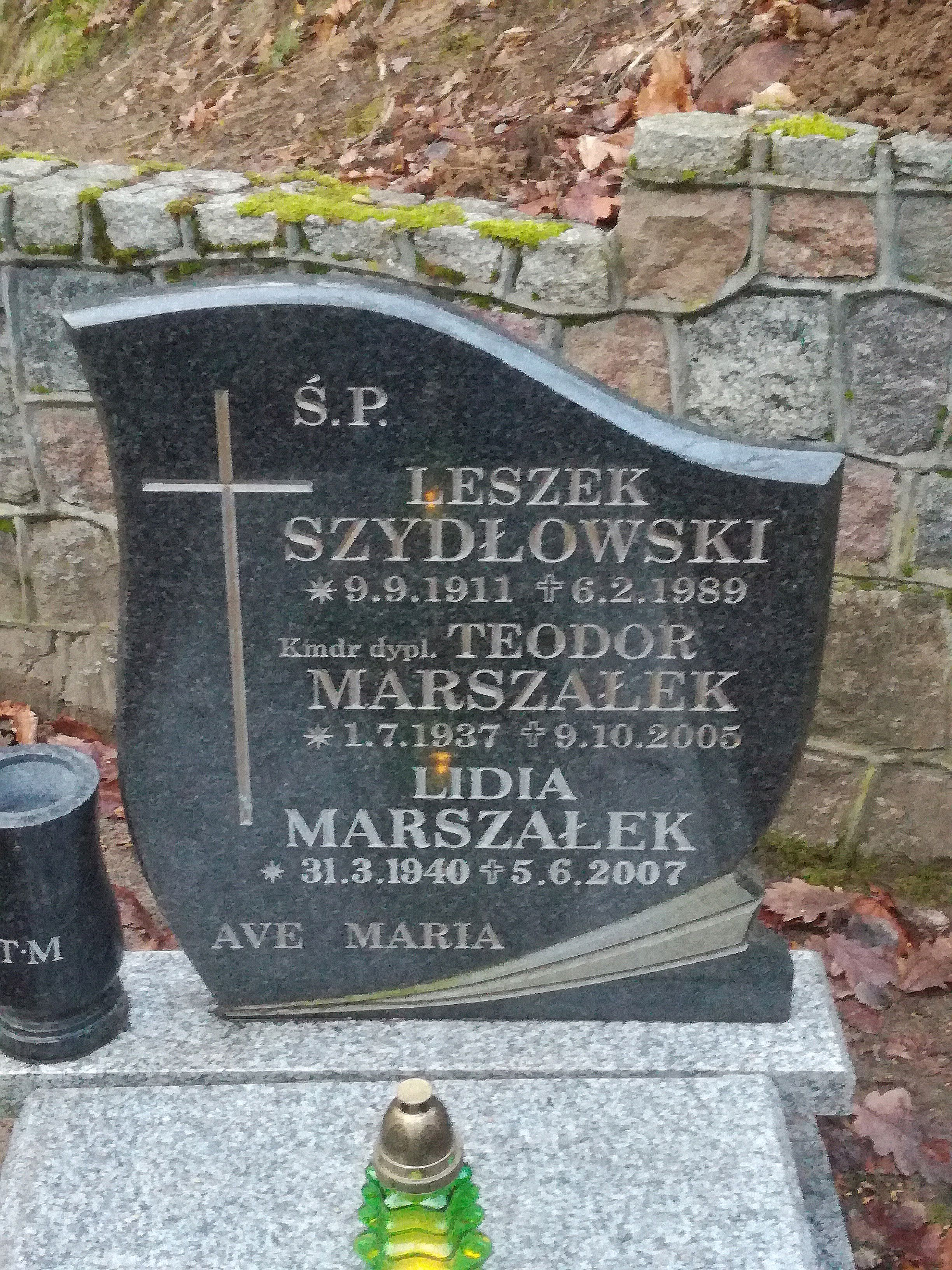
Grób komandora Teodora Marszałka na cmentarzu Witomińskim